# Polskie i polskojęzyczne stacje radiowe odbierane w Polsce
Polskie i polskojęzyczne stacje radiowe. Lista rozgłośni radiowych aktualnie nadających na terenie Polski, w tym także nadających z zagranicy drogą satelitarną. Część dotycząca programów produkowanych w Polsce obejmuje radiofonię publiczną, jak również rozgłośnie prywatne, akademickie oraz prowadzone przez organizacje wyznaniowe, posiadające koncesję Krajowej Rady Radiofonii i Telewizji. 

Wg stanu na koniec września 2016 roku:
- 297 rozgłośni radiowych wykorzystuje 997 nadajników radiowych na falach UKF[1].
- 8 rozgłośni radiowych nadaje na falach średnich[2].
- 1 rozgłośnia radiowa nadaje na falach długich[2].
- 36 rozgłośni radiowych nadaje w systemie radiofonii cyfrowej DAB+ za pomocą 28 nadajników[3].

Niektóre stacje wykorzystują kilka pasm nadawczych, na przykład Radiowa Jedynka nadaje swój przekaz na trzy sposoby – w UKFie, radiu cyfrowym i na falach długich.

## Nadawcy ogólnopolscy, ponadregionalni i grupy radiowe na UKF

### Polskie Radio
| Nazwa radia, zasięg                                    | Język  | Odbiór na satelicie   |
| ------------------------------------------------------ | ------ | --------------------- |
| Program 1 (ogólnopolski)                               | polski | Hot Bird 9 Hot Bird 8 |
| Program 2 (ogólnopolski)                               | polski | Hot Bird 9            |
| Program 3 (ogólnopolski)                               | polski | Hot Bird 9 Hot Bird 8 |
| Polskie Radio 24 (ogólnopolski)                        | polski | Hot Bird 9            |
| sieć rozgłośni regionalnych skupionych w Audytorium 17 | polski |                       |

### Grupa RMF
| Nazwa radia, zasięg                              | Język  | Odbiór na satelicie |
| ------------------------------------------------ | ------ | ------------------- |
| RMF FM (ogólnopolski)                            | polski | Hot Bird 8 Astra 3B |
| RMF Classic (ponadregionalny w 21 lokalizacjach) | polski | Hot Bird 8 Astra 3B |
| RMF MAXX (sieć 23 rozgłośni)                     | polski | Hot Bird 8 Astra 3B |
| Radio Gra (Toruń, Wrocław)                       | polski | Astra 3B            |

### Eurozet
| Nazwa radia, zasięg                            | Język  | Odbiór na satelicie |
| ---------------------------------------------- | ------ | ------------------- |
| Radio Zet (ogólnopolskie)                      | polski | Hot Bird 9          |
| Radio Chillizet (sieć 5 rozgłośni)             | polski | Hot Bird 9          |
| Antyradio (ponadregionalne w 17 lokalizacjach) | polski | Hot Bird 9          |
| Meloradio (sieć 19 rozgłośni)                  | polski | Hot Bird 9          |

### Grupa Eurozet (Dawniej Grupa Radiowa Agory)
| Nazwa radia, zasięg                         | Język  | Odbiór na satelicie                                 |
| ------------------------------------------- | ------ | --------------------------------------------------- |
| Tok FM (ponadregionalny w 23 lokalizacjach) | polski | Hot Bird 9 Astra 3B                                 |
| Złote Przeboje (sieć 24 rozgłośni)          | polski | Hot Bird 8 (Radio Złote Przeboje 100,1 FM) Astra 3B |
| Radio Pogoda (sieć 8 rozgłośni)             | polski | Astra 3B                                            |
| Rock Radio (sieć 4 rozgłośni)               | polski | Astra 3B                                            |

### Grupa ZPR Media (Grupa Radiowa Time)
| Nazwa radia, zasięg                                                | Język  | Odbiór na satelicie |
| ------------------------------------------------------------------ | ------ | ------------------- |
| Radio Eska (sieć 42 rozgłośni)                                     | polski | Astra 3B            |
| Eska Rock (lokalny w Warszawie, ponadregionalny w 9 lokalizacjach) | polski |                     |
| Eska2 (sieć 14 rozgłośni)                                          | polski | Astra 3B            |
| Vox FM (ponadregionalny w 22 lokalizacjach)                        | polski | Astra 3B            |
| Radio Plus (sieć 18 rozgłośni)                                     | polski | Astra 3B            |

### MFM Sp.z.o.o
| Radio Kolor (sieć rozgłośni) | polski | Astra 3B |

### Grupa Polskie Rozgłośnie Akademickie
| Nazwa radia, zasięg                                                    | Język  | Odbiór na satelicie |
| ---------------------------------------------------------------------- | ------ | ------------------- |
| Radio Afera (Poznań, Politechnika Poznańska)                           | polski |                     |
| Radio Akadera (Białystok, Politechnika Białostocka)                    | polski |                     |
| Radio Centrum (Lublin, UMCS)                                           | polski |                     |
| Radio Centrum (Rzeszów, Politechnika Rzeszowska)                       | polski |                     |
| Radio Index (Zielona Góra, Uniwersytet Zielonogórski)                  | polski |                     |
| Radio Kampus (Warszawa, Uniwersytet Warszawski)                        | polski |                     |
| Radio Luz (Wrocław, Politechnika Wrocławska)                           | polski |                     |
| Radio UWM FM (Olsztyn, Uniwersytet Warmińsko-Mazurski)                 | polski |                     |
| Studenckie Radio Żak Politechniki Łódzkiej (Łódź, Politechnika Łódzka) | polski |                     |

### Pozostałe
| Nazwa radia, zasięg                                 | Język      | Odbiór na satelicie |
| --------------------------------------------------- | ---------- | ------------------- |
| Radio Maryja (ogólnopolski)                         | polski     | Astra 1L            |
| Radio Wnet (ponadregionalny w 8 lokalizacjach)      | polski     |                     |
| Białoruskie Radio Racja (Białystok, Biała Podlaska) | białoruski | HotBird 6 Astra 4A  |

## Stacje lokalne i regionalne na UKF według województw

### województwo dolnośląskie
| Nazwa radia, siedziba                  | Język  | Częstotliwości                                  | Odbiór na satelicie |
| -------------------------------------- | ------ | ----------------------------------------------- | ------------------- |
| Polskie Radio Wrocław                  | polski | 89 / 95,5 / 96 / 96,7 / 98 / 102,3 / 103,6 MHz  |                     |
| Radio RAM – Wrocław                    | polski | 89,8 MHz                                        |                     |
| Akademickie Radio Luz – Wrocław        | polski | 91,6 MHz                                        |                     |
| Katolickie Radio Rodzina – Wrocław     | polski | 88,7 / 92 / 94 / 94,8 / 98,1 / 99,6 / 107,2 MHz | Astra 3B            |
| Meloradio Dzierżoniów                  | polski | 96,4 MHz                                        |                     |
| Meloradio Wrocław                      | polski | 97,8 MHz                                        |                     |
| Muzyczne Radio – Jelenia Góra          | polski | 90,9 / 105,8 / 106,7 MHz (Wałbrzych)            |                     |
| Radio Elka Głogów                      | polski | 89,6 / 98,3 MHz                                 |                     |
| Radio Eska Wrocław                     | polski | 90,2 / 104,9 MHz                                | Astra 3B            |
| Radio Gra Wrocław                      | polski | 95,1 MHz                                        | Astra 3B            |
| Radio Plus Głogów                      | polski | 107,3 MHz                                       |                     |
| Radio Plus Legnica                     | polski | 92,7 / 94,9 / 102,6 / 102,8 / 103,4 MHz         |                     |
| Radio Pogoda – Wrocław                 | polski | 106,1 MHz                                       |                     |
| Radio RMF MAXX Dolny Śląsk – Wałbrzych | polski | 101,1 / 99,5 MHz                                | Astra 3B            |
| Radio RMF MAXX Oleśnica                | polski | 96 MHz                                          | Astra 3B            |
| Radio Sudety 24 – Strzegom             | polski | 101,7 MHz                                       |                     |
| Eska2 Jelenia Góra                     | polski | 89,1 MHz                                        | Astra 3B            |
| Eska2 Trzebnica                        | polski | 89,5 / 97,3 MHz                                 | Astra 3B            |
| Eska2 Wrocław                          | polski | 105,5 MHz                                       | Astra 3B            |
| Radio Złote Przeboje Jelenia Góra      | polski | 106,2 MHz                                       |                     |
| Radio Złote Przeboje Kolor – Wrocław   | polski | 90,4 MHz                                        |                     |
| Radio Złote Przeboje Legnica           | polski | 90 MHz                                          |                     |
| Radio Złote Przeboje Wałbrzych         | polski | 91,8 MHz                                        |                     |

### województwo kujawsko-pomorskie
| Nazwa radia, siedziba                                 | Język  | Częstotliwości            | Odbiór na satelicie |
| ----------------------------------------------------- | ------ | ------------------------- | ------------------- |
| Polskie Radio Pomorza i Kujaw (Radio PiK) – Bydgoszcz | polski | 100,1 / 100,3 / 106,9 MHz |                     |
| Meloradio Inowrocław                                  | polski | 98,1 MHz                  |                     |
| Meloradio Toruń                                       | polski | 92,8 MHz                  |                     |
| Radio Eska Bydgoszcz                                  | polski | 94,4 MHz                  | Astra 3B            |
| Radio Eska Grudziądz                                  | polski | 90,6 MHz                  | Astra 3B            |
| Radio Eska Toruń                                      | polski | 104,6 MHz                 | Astra 3B            |
| Radio Gra Toruń                                       | polski | 88,8 MHz                  |                     |
| Radio Hit – Włocławek                                 | polski | 107,6 MHz                 |                     |
| Radio Kujawy – Włocławek                              | polski | 99,4 MHz                  |                     |
| Radio Nakło – Nakło                                   | polski | 107,5 MHz                 |                     |
| Radio Plus Bydgoszcz                                  | polski | 91,6 / 102,6 MHz          |                     |
| Radio Pogoda – Bydgoszcz                              | polski | 103,5 MHz                 |                     |
| Radio RMF MAXX Bydgoszcz                              | polski | 106,1 MHz                 | Astra 3B            |
| Radio RMF MAXX Inowrocław                             | polski | 90,8 MHz                  | Astra 3B            |
| Radio RMF MAXX Włocławek                              | polski | 89,2 MHz                  | Astra 3B            |
| Eska2 Toruń                                           | polski | 96,7 MHz                  | Astra 3B            |
| Radio Włocławek po polsku                             | polski | 101,4 MHz                 |                     |
| Radio Złote Przeboje Elita – Bydgoszcz                | polski | 92,1 MHz                  |                     |
| Radio Żnin FM – Żnin                                  | polski | 96,0 MHz                  |                     |

### województwo lubelskie
| Nazwa radia, siedziba                 | Język  | Częstotliwości                   | Odbiór na satelicie |
| ------------------------------------- | ------ | -------------------------------- | ------------------- |
| Polskie Radio Lublin                  | polski | 93,1 / 102,2 / 103,1 / 103,2 MHz |                     |
| Radio Freee – Lublin                  | polski | 89,9 MHz                         |                     |
| Bon Ton Radio – Chełm                 | polski | 104,9 MHz                        |                     |
| Akademickie Radio Centrum – Lublin    | polski | 98,2 MHz                         |                     |
| Radio Eska Kraśnik                    | polski | 92,8 MHz                         | Astra 3B            |
| Radio Eska Lublin                     | polski | 103,6 MHz                        | Astra 3B            |
| Radio Eska Zamość                     | polski | 97,3 MHz                         | Astra 3B            |
| Radio Impuls – Puławy                 | polski | 97,2 MHz                         |                     |
| Radio Plus Lublin (dawniej: Radio eR) | polski | 87,9 / 91,2 MHz                  | Astra 3B            |
| Radio Złote Przeboje Puls – Lublin    | polski | 95,6 MHz                         |                     |
| Radio Złote Przeboje Zamość           | polski | 99,3 / 99,5 MHz (Hrubieszów)     |                     |
| Katolickie Radio Zamość               | polski | 90,1                             |                     |
| Radio 92,9 – Lublin                   | polski | 92,9 MHz                         |                     |

### województwo lubuskie
| Nazwa radia, siedziba                  | Język  | Częstotliwości                  | Odbiór na satelicie |
| -------------------------------------- | ------ | ------------------------------- | ------------------- |
| Radio Zachód – Zielona Góra            | polski | 103 / 106 MHz (Żagań)           |                     |
| Radio Gorzów – Gorzów Wielkopolski     | polski | 95,6 MHz                        |                     |
| Radio Zielona Góra                     | polski | 97,1 MHz                        |                     |
| Radio Eska Gorzów                      | polski | 93,8 MHz                        | Astra 3B            |
| Radio Eska Zielona Góra                | polski | 105,7 MHz                       | Astra 3B            |
| Radio Eska Żary                        | polski | 106,6 MHz                       | Astra 3B            |
| Radio Index – Zielona Góra             | polski | 96 MHz                          |                     |
| Radio Plus Gorzów                      | polski | 90,6 / 100,7 MHz                |                     |
| Radio Plus Zielona Góra                | polski | 91,7 MHz                        |                     |
| Radio RMF MAXX Lubuskie – Zielona Góra | polski | 101,7 / 94,9 MHz (Gorzów Wlkp.) | Astra 3B            |
| Radio Vox FM Gorzów                    | polski | 101,7 MHz                       |                     |
| Radio Złote Przeboje Zielona Góra      | polski | 94,4 / 98,1 MHz                 |                     |

### województwo łódzkie
| Nazwa radia, siedziba                             | Język  | Częstotliwości                        | Odbiór na satelicie |
| ------------------------------------------------- | ------ | ------------------------------------- | ------------------- |
| Radio Łódź                                        | polski | 96,7 / 99,2 / 101,5 / 104 MHz         |                     |
| Meloradio Łódź                                    | polski | 104,5 MHz                             |                     |
| Nasze Radio – Sieradz                             | polski | 104,7 MHz                             |                     |
| Nasze Radio 92,1 FM – Nostalgicznie – Sieradz     | polski | 92,1 MHz (Zduńska Wola)               |                     |
| Radio Eska Bełchatów                              | polski | 89,4 MHz                              | Astra 3B            |
| Radio Eska Łódź                                   | polski | 90,1 MHz                              |                     |
| Radio FaMa Tomaszów – Tomaszów Mazowiecki         | polski | 92,9 MHz                              |                     |
| Radio Parada – Łódź                               | polski | 96 / 97,8 MHz                         |                     |
| Radio Plus Łódź                                   | polski | 100,4 MHz                             |                     |
| Radio Q – Kutno                                   | polski | 100,7 MHz                             |                     |
| Radio RMF MAXX Tomaszów Mazowiecki                | polski | 88,4 MHz                              | Astra 3B            |
| Radio RSC – Skierniewice                          | polski | 88,6 MHz                              |                     |
| Radio Strefa FM – Piotrków Trybunalski            | polski | 98,2 / 104,2 MHz                      |                     |
| Eska2 Łódź                                        | polski | 99,8 MHz                              | Astra 3B            |
| Radio Victoria – Łowicz                           | polski | 93,8 / 94,7 / 96,7 / 98,1 / 103,5 MHz |                     |
| Radio Ziemi Wieluńskiej – Wieluń                  | polski | 88,6 / 97,2 / 97,7 MHz                |                     |
| Radio Złote Przeboje Łódź                         | polski | 101,3 MHz (Pabianice)                 |                     |
| Studenckie Radio Żak Politechniki Łódzkiej – Łódź | polski | 88,8 MHz                              |                     |

### województwo małopolskie
| Nazwa radia, siedziba                                                          | Język  | Częstotliwości                                          | Odbiór na satelicie |
| ------------------------------------------------------------------------------ | ------ | ------------------------------------------------------- | ------------------- |
| Polskie Radio Kraków                                                           | polski | 87,6 / 90 / 97,4 / 98,8 / 100 / 101 / 101,6 / 102,1 MHz |                     |
| Meloradio Kraków                                                               | polski | 101,3 MHz                                               |                     |
| Radio Ain Karim – Skomielna Czarna                                             | polski | 104,4 MHz                                               |                     |
| Radio Alex – Zakopane                                                          | polski | 105,2 MHz                                               |                     |
| Radio Eska Kraków                                                              | polski | 97,7 MHz                                                | Astra 3B            |
| Radio Eska Małopolska – Nowy Sącz (dawniej: Radio Eska Bochnia, Radio Maks)    | polski | 106,8 MHz                                               | Astra 3B            |
| Radio Eska Tarnów (dawniej: Radio Maks)                                        | polski | 98,1 MHz                                                | Astra 3B            |
| Radio Plus Kraków (dawniej: Radio Mariackie, Vox FM Kraków)                    | polski | 106,1 MHz                                               |                     |
| Radio Plus Podhale                                                             | polski | 102,7 / 107,9 MHz                                       | Astra 3B            |
| Radio Pogoda – Kraków                                                          | polski | 102,4 MHz                                               |                     |
| Radio Profeto – Stadniki                                                       | polski | 92,1 / 100,3 MHz                                        |                     |
| Radio RDN Małopolska – Tarnów (dawniej: Radio Dobra Nowina, Radio Plus Tarnów) | polski | 103,6 MHz                                               |                     |
| Radio RDN Nowy Sącz                                                            | polski | 88,3 / 101,2 / 105,1 MHz                                |                     |
| Radio RMF Maxxx Kraków                                                         | polski | 96,7 MHz                                                |                     |
| Radio RMF MAXX Nowy Sącz (dawniej: Radio Galicja)                              | polski | 104,6 MHz                                               | Astra 3B            |
| Eska2 Kraków                                                                   | polski | 88,8 MHz                                                | Astra 3B            |
| Eska2 Nowy Sącz                                                                | polski | 92,4 MHz                                                | Astra 3B            |
| Radio Złote Przeboje Echo – Nowy Sącz                                          | polski | 91,3 / 93,8 / 99,6 MHz                                  |                     |
| Radio Złote Przeboje Tarnów                                                    | polski | 92,8 MHz                                                |                     |
| Radio Złote Przeboje Wanda – Kraków                                            | polski | 92,5 MHz                                                |                     |
| Rock Radio – Kraków                                                            | polski | 103,8 MHz                                               |                     |

### województwo mazowieckie
| Nazwa radia, siedziba                              | Język  | Częstotliwości                                             | Odbiór na satelicie |
| -------------------------------------------------- | ------ | ---------------------------------------------------------- | ------------------- |
| Polskie Radio RDC – Warszawa                       | polski | 87,6 / 89,1 / 100,8 / 101 / 101,9 / 103,4 MHz              |                     |
| Katolickie Radio Diecezji Płockiej – Ciechanów     | polski | 103,9 / 99,3 MHz                                           |                     |
| Katolickie Radio Diecezji Płockiej – Płock         | polski | 104,3 / 91,6 MHz                                           |                     |
| Katolickie Radio Podlasie – Siedlce                | polski | 101,7 / 106 MHz                                            |                     |
| Katolickie Radio Zbrosza Duża – Zbrosza Duża       | polski | 95,1 MHz                                                   |                     |
| Meloradio Warszawa                                 | polski | 94 MHz                                                     | Hot Bird 9          |
| POPradio – Pruszków                                | polski | 92,8 MHz                                                   |                     |
| Radio 7 – Mława                                    | polski | 88 / 90,8 / 100,5 MHz                                      |                     |
| Radio Bogoria – Grodzisk Mazowiecki                | polski | 94,5 MHz                                                   |                     |
| Radio Chillizet – Warszawa                         | polski | 101,5 / 93,7 (Kraków) / 107,8 (Hel) / 91,6 MHz (Wejherowo) | Hot Bird 9          |
| Radio Eska Płock                                   | polski | 95,2 MHz                                                   | Astra 3B            |
| Radio Eska Radom                                   | polski | 106,9 MHz                                                  | Astra 3B            |
| Radio Eska Siedlce                                 | polski | 96,8 MHz                                                   | Astra 3B            |
| Radio Eska Warszawa                                | polski | 105,6 MHz                                                  |                     |
| Radio Eska Rock Warszawa                           | polski | 93,3 MHz                                                   |                     |
| Radio FaMa Wołomin                                 | polski | 94,7 MHz                                                   |                     |
| Radio FaMa Żyrardów                                | polski | 104,1 MHz                                                  |                     |
| Radio Jutrzenka – Warszawa                         | polski | 99,5 MHz (12:00–24:00)                                     |                     |
| Radio Kampus – Warszawa                            | polski | 97,1 MHz                                                   |                     |
| Radio Kolor – Warszawa                             | polski | 103 MHz                                                    |                     |
| Radio Niepokalanów                                 | polski | 102,7 MHz                                                  |                     |
| Radio Oko – Ostrołęka                              | polski | 88,5 MHz                                                   |                     |
| Radio Plus Radom                                   | polski | 90,7 / 94 / 97,9 MHz                                       |                     |
| Radio Plus Warszawa                                | polski | 96,5 MHz                                                   |                     |
| Radio Płock FM – Płock                             | polski | 88,1 MHz                                                   |                     |
| Radio Płońsk – Płońsk                              | polski | 93,6 MHz                                                   |                     |
| Radio Pogoda – Warszawa                            | polski | 88,4 (24h) / 99,5 MHz (24:00–12:00)                        |                     |
| Radio Radom – Radom                                | polski | 87,7 MHz                                                   |                     |
| Radio Rekord FM – Radom                            | polski | 106,2 / 93,4 MHz                                           |                     |
| Radio Rekord Mazowsze – Ciechanów                  | polski | 88,7 MHz                                                   |                     |
| Radio RMF Classic Warszawa (dawniej Radio Zdrowie) | polski | 98,3 MHz                                                   |                     |
| Radio RMF MAXX Mazowsze – Ciechanów                | polski | 88,4 / 89,6 / 90,2 MHz                                     | Astra 3B            |
| Radio RMF MAXX Warszawa                            | polski | 95,8 MHz                                                   | Astra 3B            |
| Radio Sochaczew – Sochaczew                        | polski | 94,9 MHz                                                   |                     |
| Eska2 – Warszawa                                   | polski | 89,8 / 90,3 MHz (Ostrołęka)                                | Astra 3B            |
| Radio Vox FM Radom (dawniej: Radio Mazowsze)       | polski | 96,9 / 106,4 MHz                                           | Astra 3B            |
| Radio Warszawa (dawniej: Radio Warszawa–Praga)     | polski | 106,2 MHz                                                  |                     |
| Radio Złote Przeboje – Warszawa                    | polski | 100,1 MHz                                                  | Hot Bird 8          |
| Rock Radio – Warszawa                              | polski | 103,7 MHz                                                  |                     |

### województwo opolskie
| Nazwa radia, siedziba             | Język  | Częstotliwości                                                     | Odbiór na satelicie |
| --------------------------------- | ------ | ------------------------------------------------------------------ | ------------------- |
| Polskie Radio Opole               | polski | 88 / 89,1 / 92,6 / 94,8 / 96,3 / 101,2 / 103,2 / 105,1 / 107,7 MHz |                     |
| Inne Radio – Głuchołazy           | polski | 105,2 MHz                                                          |                     |
| Meloradio Opole                   | polski | 93,2 / 106,2 MHz                                                   |                     |
| Radio Doxa – Opole                | polski | 87,8 / 89,6 / 96,7 / 107,9 MHz                                     |                     |
| Radio Eska Opole                  | polski | 90,8 MHz                                                           | Astra 3B            |
| Radio ONY – Nysa                  | polski | 93,1 MHz                                                           |                     |
| Radio Park – Kędzierzyn-Koźle     | polski | 93,9 / 97,1 MHz (Brzeg) / 99,1 (Opole)                             |                     |
| Radio Pogoda – Opole              | polski | 104,1 MHz                                                          |                     |
| Radio RMF MAXX Opole              | polski | 102 MHz                                                            | Astra 3B            |
| Eska2 Opole                       | polski | 105,7 MHz                                                          | Astra 3B            |
| Radio Złote Przeboje O!le – Opole | polski | 92,8 MHz                                                           |                     |
| Rock Radio – Opole                | polski | 106,6 MHz                                                          |                     |

### województwo podkarpackie
| Nazwa radia, siedziba                    | Język  | Częstotliwości                                                      | Odbiór na satelicie |
| ---------------------------------------- | ------ | ------------------------------------------------------------------- | ------------------- |
| Polskie Radio Rzeszów                    | polski | 90,3 / 90,5 / 96,4 / 99,2 / 102 / 102,9 / 103,7 / 105,5 / 106,7 MHz |                     |
| Akademickie Radio Centrum – Rzeszów      | polski | 89 MHz                                                              |                     |
| Katolickie Radio Kołaczyckie - Kołaczyce | polski | 93,3 MHz                                                            |                     |
| Katolickie Radio Rzeszów – Via           | polski | 94,1 / 103,8 MHz                                                    |                     |
| Radio Eska Przemyśl (dawniej Radio HOT)  | polski | 90,3 MHz                                                            | Astra 3B            |
| Radio Eska Rzeszów                       | polski | 89,5 / 99,4 / 104,9 / 106,5 MHz                                     | Astra 3B            |
| Radio Fara – Przemyśl                    | polski | 98,2 / 104,5 MHz                                                    |                     |
| Radio Leliwa – Tarnobrzeg                | polski | 93,5 / 102,4 / 104,7 MHz                                            |                     |
| Radio RMF MAXX Krosno                    | polski | 97,6 MHz                                                            | Astra 3B            |
| Eska2 Rzeszów                            | polski | 92,6 / 98,4 MHz                                                     | Astra 3B            |
| Radio Złote Przeboje Res – Rzeszów       | polski | 95,7 MHz                                                            |                     |
| Radio Złote Przeboje Bieszczady          | polski | 103,6 MHz                                                           |                     |
| Trendy Radio – Krosno                    | polski | 101,9 / 95,2 MHz                                                    |                     |

### województwo podlaskie
| Nazwa radia, siedziba                                                | Język  | Częstotliwości                                                                     | Odbiór na satelicie |
| -------------------------------------------------------------------- | ------ | ---------------------------------------------------------------------------------- | ------------------- |
| Polskie Radio Białystok                                              | polski | 99,4 / 87,9 (Łomża) / 89,4 (Białowieża) / 98,6 (Suwałki) / 104,1 MHz (Siemiatycze) |                     |
| Radio 5 – Suwałki                                                    | polski | 91,2 / 94,1 / 97,7 / 99,8 / 107,5 MHz                                              |                     |
| Radio Akadera – Białystok                                            | polski | 87,7 MHz                                                                           |                     |
| Radio Eska Białystok                                                 | polski | 90,6 MHz                                                                           | Astra 3B            |
| Radio Eska Łomża                                                     | polski | 88,8 MHz                                                                           | Astra 3B            |
| Radio Eska Suwałki                                                   | polski | 89,5 MHz                                                                           | Astra 3B            |
| Radio i – Białystok (dawniej Radio Plus Białystok, Vox FM Białystok) | polski | 90,9 / 103,3 MHz                                                                   |                     |
| Radio Jard – Białystok                                               | polski | 89,2 / 90,1 / 95,5 MHz                                                             |                     |
| Radio Nadzieja – Łomża                                               | polski | 93,8 / 103,6 MHz                                                                   |                     |
| Radio Orthodoxia – Białystok                                         | polski | 102,7 / 91,3 / 92,5 / 98,7 MHz (16:00–21:00)                                       |                     |
| Radio Racja – Białystok                                              | polski | 98,1 / 99,2 MHz (Biała Podlaska)                                                   |                     |
| Radio RMF MAXX Podlasie – Białystok (dawniej Radio Bab)              | polski | 97,5 MHz                                                                           | Astra 3B            |
| Radio Złote Przeboje Białystok                                       | polski | 101 MHz                                                                            |                     |

### województwo pomorskie
| Nazwa radia, siedziba                                        | Język             | Częstotliwości                                                                                   | Odbiór na satelicie |
| ------------------------------------------------------------ | ----------------- | ------------------------------------------------------------------------------------------------ | ------------------- |
| Polskie Radio Gdańsk                                         | polski            | 91,1 / 102 / 103,7 / 106 / 107 MHz (Chojnice)                                                    |                     |
| Radio Słupsk (stacja miejska Radia Koszalin)                 | polski            | 95,3 MHz                                                                                         |                     |
| Radio Eska Trójmiasto – Gdańsk (dawniej Radio Arnet, Hit FM) | polski            | 90,7 / 94,6 MHz                                                                                  | Astra 3B            |
| Radio FaMa Słupsk                                            | polski            | 90,6 MHz                                                                                         |                     |
| Radio Głos – Pelplin                                         | polski            | 91,4 / 94,2 / 97,1 MHz                                                                           |                     |
| Radio Kaszëbë – Rumia                                        | kaszubski, polski | 92,3 / 98,9 / 106,1 / 90,1 (Kościerzyna) / 94,9 (Lębork) / 104,5 MHz (Bytów) / 102,6 (Wejherowo) |                     |
| Radio Malbork – Malbork                                      | polski            | 90,4 MHz                                                                                         |                     |
| Radio Norda FM – Wejherowo                                   | polski            | 88 MHz                                                                                           |                     |
| Radio Plus Gdańsk                                            | polski            | 101,7 MHz                                                                                        |                     |
| Radio Pogoda – Gdańsk                                        | polski            | 87,8 MHz                                                                                         |                     |
| Radio RMF MAXX Pomorze – Słupsk (dawniej Radio Vigor FM)     | polski            | 88,6 / 91,5 / 101,2 / 102,9 MHz                                                                  | Astra 3B            |
| Radio RMF MAXX Trójmiasto – Gdańsk (dawniej Eska Nord)       | polski            | 96,4 / 106,7 MHz                                                                                 | Astra 3B            |
| Radio Starogard – Starogard Gdański                          | polski            | 89,8 MHz                                                                                         |                     |
| Eska2 Trójmiasto – Gdańsk                                    | polski            | 90 MHz                                                                                           | Astra 3B            |
| Radio Tczew – Tczew                                          | polski            | 100,8 MHz                                                                                        |                     |
| Radio Weekend – Chojnice                                     | polski            | 87,8 / 91,7 / 99,3 / 105,8 MHz                                                                   |                     |
| Radio Złote Przeboje Trefl – Gdańsk                          | polski            | 99,2 / 103 MHz                                                                                   |                     |

### województwo śląskie
| Nazwa radia, siedziba                                 | Język  | Częstotliwości                                | Odbiór na satelicie |
| ----------------------------------------------------- | ------ | --------------------------------------------- | ------------------- |
| Polskie Radio Katowice                                | polski | 89,3 / 97 / 98,4 / 101,2 / 102,2 / 103 MHz    |                     |
| Antyradio Katowice (dawniej Radio Flash)              | polski | 89,8 / 105 / 106,4 MHz                        |                     |
| Meloradio Bielsko – Bielsko-Biała                     | polski | 87,9 MHz                                      |                     |
| Meloradio Katowice                                    | polski | 95,1 MHz                                      |                     |
| Radio 90 FM – Rybnik                                  | polski | 90 / 95,2 MHz (Cieszyn)                       |                     |
| Radio Anioł Beskidów – Bielsko-Biała                  | polski | 90,2 MHz                                      |                     |
| Radio Bielsko – Bielsko-Biała                         | polski | 106,7 / 99,9 / 103,3 MHz                      |                     |
| Radio Chillizet Katowice                              | polski | 93,6 MHz                                      |                     |
| Radio Express – Bielsko-Biała (dawniej Radio Mega FM) | polski | 92,3 MHz (Łaziska Górne)                      |                     |
| Radio eM – Katowice                                   | polski | 107,6 MHz                                     |                     |
| Radio Eska Beskidy – Żywiec                           | polski | 97 MHz                                        | Astra 3B            |
| Radio Eska Południe – Gliwice (dawniej Radio CCM)     | polski | 90,5 / 93,4 / 94,9 / 97,6 / 107,1 MHz         | Astra 3B            |
| Radio Eska Śląsk – Sosnowiec (dawniej Radio Rezonans) | polski | 99,1 MHz                                      | Astra 3B            |
| Radio Fest – Gliwice                                  | polski | 100,2 MHz                                     |                     |
| Radio Fiat – Częstochowa                              | polski | 94,7 MHz                                      |                     |
| Radio Jasna Góra – Częstochowa                        | polski | 100,6 MHz                                     | Hot Bird 9          |
| Radio Jura – Częstochowa                              | polski | 93,8 MHz                                      |                     |
| Radio Piekary – Piekary Śląskie                       | polski | 88,7 MHz                                      |                     |
| Radio Pogoda – Tychy                                  | polski | 94,5 MHz                                      |                     |
| Radio RMF MAXX Częstochowa (dawniej Radio Fon)        | polski | 102,6 MHz                                     | Astra 3B            |
| Radio RMF MAXX Śląsk (dawniej Radio Fan)              | polski | 88,1 MHz                                      | Astra 3B            |
| Radio Silesia – Zabrze                                | polski | 96,2 MHz                                      |                     |
| Radio Złote Przeboje C – Częstochowa                  | polski | 96,6 MHz                                      |                     |
| Radio Złote Przeboje Karolina – Tychy                 | polski | 91,2 / 96,6 MHz                               |                     |
| Radio Vanessa – Racibórz                              | polski | 100,3 / 94,9 (Olesno) / 95,8 MHz (Krapkowice) |                     |
| Twoja Polska Stacja – Częstochowa                     | polski | 101,9 MHz                                     |                     |
|                                                       |        |                                               |                     |

### województwo świętokrzyskie
| Nazwa radia, siedziba                                       | Język  | Częstotliwości                     | Odbiór na satelicie |
| ----------------------------------------------------------- | ------ | ---------------------------------- | ------------------- |
| Polskie Radio Kielce                                        | polski | 90,4 / 100 / 101,4 MHz             |                     |
| Meloradio Kielce                                            | polski | 103,9 MHz                          |                     |
| Radio eM Kielce (dawniej: Radio Jedność, Radio Plus Kielce) | polski | 107,9 / 91,8 MHz                   |                     |
| Radio Eska Kielce                                           | polski | 103,3 MHz                          | Astra 3B            |
| Radio Eska Starachowice (dawniej Radio MTM FM)              | polski | 102,1 MHz                          | Astra 3B            |
| Radio Opatów – Opatów                                       | polski | 93,7 MHz                           |                     |
| Radio Rekord FM Kielce                                      | polski | 100,8 MHz                          |                     |
| Radio Rekord FM Ostrowiec Świętokrzyski                     | polski | 89,6 MHz                           |                     |
| Radio RMF MAXX Kielce/Radom – Kielce (dawniej Radio Tak FM) | polski | 89,7 / 98 / 99,8 / 101,1 106,5 MHz | Astra 3B            |
| Eska2 Kielce                                                | polski | 104,6 MHz                          | Astra 3B            |
| Radio Ostrowiec                                             | polski | 95,2 Mhz                           |                     |
|                                                             |        |                                    |                     |

### województwo warmińsko-mazurskie
| Nazwa radia, siedziba                   | Język  | Częstotliwości                                      | Odbiór na satelicie |
| --------------------------------------- | ------ | --------------------------------------------------- | ------------------- |
| Polskie Radio Olsztyn                   | polski | 103,2 / 99,6 (Giżycko) / 103,4 (Elbląg) / 106,9 MHz |                     |
| Meloradio Giżycko                       | polski | 107 MHz                                             |                     |
| Meloradio Iława                         | polski | 90,2 MHz                                            |                     |
| Meloradio Mazury – Ostróda              | polski | 101,5 / 96,4 (Morąg) / 89,4 MHz (Olsztynek)         |                     |
| Meloradio Mrągowo                       | polski | 104,9 MHz                                           |                     |
| Meloradio Olsztyn                       | polski | 90,5 MHz                                            |                     |
| Radio 5 – Ełk                           | polski | 102,6 / 93,5 MHz (Giżycko)                          |                     |
| Radio Bartoszyce – Bartoszyce           | polski | 90,9 MHz                                            |                     |
| Radio Bayer FM – Ełk                    | polski | 90,7 / 93,1 MHz (Suwałki)                           |                     |
| Radio Eska Braniewo                     | polski | 100,7 MHz                                           | Astra 3B            |
| Radio Eska Elbląg (dawniej: Radio El)   | polski | 94,1 MHz                                            | Astra 3B            |
| Radio Eska Iława (dawniej: Radio Iława) | polski | 89 MHz                                              | Astra 3B            |
| Radio Eska Olsztyn                      | polski | 89,9 MHz                                            | Astra 3B            |
| Radio Plus Olsztyn                      | polski | 88,1 / 94,2 / 96,4 / 101,1 / 104,3 / 105,2 MHz      | Astra 3B            |
| Radio UWM FM – Olsztyn                  | polski | 95,9 MHz                                            |                     |

### województwo wielkopolskie
| Nazwa radia, siedziba                                               | Język  | Częstotliwości                              | Odbiór na satelicie |
| ------------------------------------------------------------------- | ------ | ------------------------------------------- | ------------------- |
| Radio Poznań                                                        | polski | 91,1 / 91,9 / 100,9 / 102,4 / 103,6 MHz     |                     |
| MC Radio – Poznań                                                   | polski | 102,7 MHz                                   |                     |
| Meloradio Konin (dawniej: Radio Flash, Planeta FM, Radio Zet Gold)  | polski | 99,6 MHz                                    |                     |
| Meloradio Poznań (dawniej: RMI FM, Planeta FM, Radio Zet Gold)      | polski | 90,6 / 99,4 MHz                             |                     |
| Meloradio Słupca (dawniej: Radio Flash, Planeta FM, Radio Zet Gold) | polski | 102,9 MHz                                   |                     |
| Radio Afera – Poznań                                                | polski | 98,6 MHz                                    |                     |
| Radio Centrum – Kalisz                                              | polski | 106,4 MHz                                   |                     |
| Radio Elka – Leszno                                                 | polski | 88 / 95,9 / 98,5 / 99,8 / 101,4 / 101,8 MHz |                     |
| Radio Emaus – Poznań                                                | polski | 89,8 / 90,2 / 90,4 / 106,2 MHz              |                     |
| Radio Eska Kalisz/Ostrów – Ostrów Wielkopolski                      | polski | 89,3 / 101,1 MHz                            | Astra 3B            |
| Radio Eska Leszno                                                   | polski | 102 MHz                                     | Astra 3B            |
| Radio Eska Ostrzeszów                                               | polski | 96,9 MHz                                    | Astra 3B            |
| Radio Eska Piła                                                     | polski | 105,6 MHz                                   | Astra 3B            |
| Radio Eska Poznań                                                   | polski | 93 MHz                                      | Astra 3B            |
| Radio Gniezno – Gniezno                                             | polski | 104,3 MHz                                   |                     |
| Radio Konin FM - Konin                                              | polski | 104,1 MHz                                   |                     |
| Radio Plus Gniezno                                                  | polski | 89,5 MHz                                    |                     |
| Radio Pogoda – Poznań (dawniej Pop FM, Blue FM)                     | polski | 103,4 MHz                                   |                     |
| Radio RMF MAXX Konin (dawniej Radio Konin)                          | polski | 95,8 MHz                                    |                     |
| Radio RMF MAXX Piła (dawniej Radio 100)                             | polski | 104,1 MHz                                   | Astra 3B            |
| Radio RMF MAXX Poznań (dawniej Radio Kiss FM)                       | polski | 93,5 MHz                                    | Astra 3B            |
| Radio Rodzina – Kalisz                                              | polski | 103,1 MHz                                   |                     |
| Radio SUD – Kępno                                                   | polski | 101,7 / 89,7 MHz                            |                     |
| Eska2 106 FM - Konin                                                | polski | 106 MHz                                     | Astra 3B            |
| Radio Vox FM Poznań (dawniej Eska Rock Poznań)                      | polski | 107,4 MHz                                   |                     |
| Radio Wielkopolska – Bolechowo                                      | polski | 95,9 / 89 / 90,1 / 91,6 / 99,1 MHz          |                     |
| Radio Warta – Września                                              | polski | 93,7 / 94,9 / 95,2 / 103,7 MHz              |                     |
| Radio Złote Przeboje Poznań                                         | polski | 88,4 MHz                                    |                     |
| Rock Radio – Poznań                                                 | polski | 105,4 MHz                                   |                     |
| Wasze Radio FM – Wągrowiec                                          | polski | 97,2 / 89 / 96,8 / 99,7 / 105,8 MHz         |                     |

### województwo zachodniopomorskie
| Nazwa radia, siedziba                                        | Język  | Częstotliwości                                                     | Odbiór na satelicie |
| ------------------------------------------------------------ | ------ | ------------------------------------------------------------------ | ------------------- |
| Polskie Radio Szczecin                                       | polski | 92 / 94,4 / 98,7 / 106,3 MHz                                       |                     |
| Polskie Radio Koszalin                                       | polski | 88,1 / 91 / 92,5 / 97,8 / 103,1 MHz                                |                     |
| Radio Eska Koszalin (dawniej Radio Północ)                   | polski | 95,9 / 107,2 MHz                                                   | Astra 3B            |
| Radio Eska Szczecin (dawniej Radio Plama)                    | polski | 96,9 / 89,2 MHz (Świnoujście)                                      | Astra 3B            |
| Radio Eska Szczecinek (dawniej Radio ReJa)                   | polski | 99 / 106,5 MHz                                                     | Astr 3B             |
| Radio Kołobrzeg – Kołobrzeg                                  | polski | 90,2 MHz                                                           |                     |
| Radio Plus Gryfice (dawniej Radio Plus Gryfice)              | polski | 90,7 MHz                                                           |                     |
| Radio Plus Koszalin (dawniej Radio Plus Koszalin)            | polski | 90,3 / 93,3 / 99,5 / 99,8 / 102,6 MHz                              | Astra 3B            |
| Radio Plus Lipiany (dawniej Radio Plus Lipiany)              | polski | 104,3 MHz                                                          |                     |
| Radio Plus Szczecin (dawniej Radio Plus Szczecin i Radio AS) | polski | 88,9 MHz                                                           |                     |
| Radio RMF MAXX Szczecin (dawniej Radio ABC)                  | polski | 98,4 MHz                                                           | Astra 3B            |
| Radio Super FM - Szczecin                                    | polski | 97,5 MHz                                                           |                     |
| Eska2 Szczecin                                               | polski | 93,2 MHz                                                           | Astra 3B            |
| Radio Złote Przeboje Na Fali – Szczecin                      | polski | 89,8 MHz                                                           |                     |
| Radio Złote Przeboje w Wolinie – Wolin                       | polski | 105,6 MHz                                                          |                     |
| Twoje Radio – Stargard                                       | polski | 90,3 / 97,4 (Myślibórz) / 94,7 (Koszalin) / 99,5 MHz (Świnoujście) |                     |

## Stacje nadające nafalach średnich
W Polsce działa sieć lokalnych stacji nadających na falach średnich, znanych pod wspólną nazwą "Radio AM". Są to rozgłośnie należące do spółki Polskie Fale Średnie, niekiedy prowadzone przy współudziale samorządów lokalnych. Stacje te emitują z reguły kilka godzin własnego programu dziennie, a w pozostałym czasie transmitują program sieciowy ze studia centralnego w Krakowie.

### województwo małopolskie
| Nazwa radia, siedziba | Język  | Odbiór na satelicie |
| --------------------- | ------ | ------------------- |
| Radio AM Kraków       | polski |                     |
| Twoje Radio Andrychów | polski |                     |

### województwo mazowieckie
| Nazwa radia, siedziba | Język  | Odbiór na satelicie |
| --------------------- | ------ | ------------------- |
| Twoje Radio Lipsko    | polski |                     |

## Stacje dostępne tylko drogą satelitarną
| Nazwa kanału                                   | Język                                                                            | Nazwa satelity                 |
| ---------------------------------------------- | -------------------------------------------------------------------------------- | ------------------------------ |
| RMF Maxx Polska                                | polski                                                                           | Eutelsat Hot Bird 13B Astra 3B |
| Radio Plus Polska                              | polski                                                                           | Astra 3B                       |
| Radio Eska Polska                              | polski                                                                           | Astra 3B                       |
| China Radio International                      | polski od 20:00 do 21:00                                                         | Hot Bird 8                     |
| Polskie Radio dla Zagranicy                    |                                                                                  | Hot Bird 9                     |
| Radio Vaticana                                 | polski w godzinach: 06:00-06:20, 16:15-16:29, 20:00-20:20 (bez niedziel i świąt) | Hot Bird 8 Hot Bird 9          |
| Funkhaus Europa                                | polski w godzinach: 22:00-22:30                                                  | Astra 1L Astra 1H              |
| Europejskie Radio dla Białorusi (euroradio.fm) | białoruski, rosyjski                                                             | Hot Bird 6 Astra 4A            |

## Stacje dostępne wyłącznie drogą cyfrową

### Ogólnopolskie
| Nazwa radia               | Język                                                 |
| ------------------------- | ----------------------------------------------------- |
| Polskie Radio Czwórka     | polski                                                |
| Polskie Radio Chopin      | polski                                                |
| Polskie Radio Dzieciom    | polski                                                |
| Polskie Radio Kierowców   | polski                                                |
| Radio Poland              | angielski, niemiecki, rosyjski, ukraiński, białoruski |
| Polskie Radio dla Ukrainy | ukraiński                                             |

### Ponadregionalne
| Nazwa radia             | Siedziba      | Język  |
| ----------------------- | ------------- | ------ |
| Radio Bezpieczna Podróż | Legionowo     | polski |
| Radio Disco             | Bielsko-Biała | polski |
| Radio Mega              | Bielsko-Biała | polski |
| Radio Nuta              | Bielsko-Biała | polski |

### Regionalne
| Nazwa radia           | Siedziba | Język  |
| --------------------- | -------- | ------ |
| Folk Radio            | Kielce   | polski |
| OFF Radio Kraków      | Kraków   | polski |
| Radio Kraków Kultura  | Kraków   | polski |
| Radio Opole 2 Kultura | Opole    | polski |
| Radio Szczecin Extra  | Szczecin | polski |
| Radio Warmii i Mazur  | Olsztyn  | polski |
| Radio Wrocław Kultura | Wrocław  | polski |

### Lokalne
| Nazwa radia    | Siedziba | Język  |
| -------------- | -------- | ------ |
| Radio Imperium | Gliwice  | polski |